# روبرت غورين
روبرت غورين (بالفرنسية: Robert Guérin)‏، من مواليد 28 يونيو 1876 في فرنسا وتوفي في 1952، وهو أول رئيس للإتحاد الدولي لكرة القدم، قد ترأس الاتحاد من عام 1904 وحتى عام 1906، وقد كان مدربا لمنتخب فرنسا لكرة القدم بين عامي 1904 و1906.

## روابط خارجية
- روبرت جورين على موقع أوليمبيديا (الإنجليزية)